# 00 (singolo)
00 è un singolo del rapper italiano Artie 5ive, pubblicato il 3 aprile 2024 come primo estratto dal secondo album in studio La bellavita.

## Tracce
Testi di Ivan Arturo Barioli, musiche di Leonardo Siddu.
1. 00 – 2:14

## Classifiche
| Classifica (2024) | Posizione massima |
| ----------------- | ----------------- |
| Italia            | 7                 |